# Tecnologies trencades

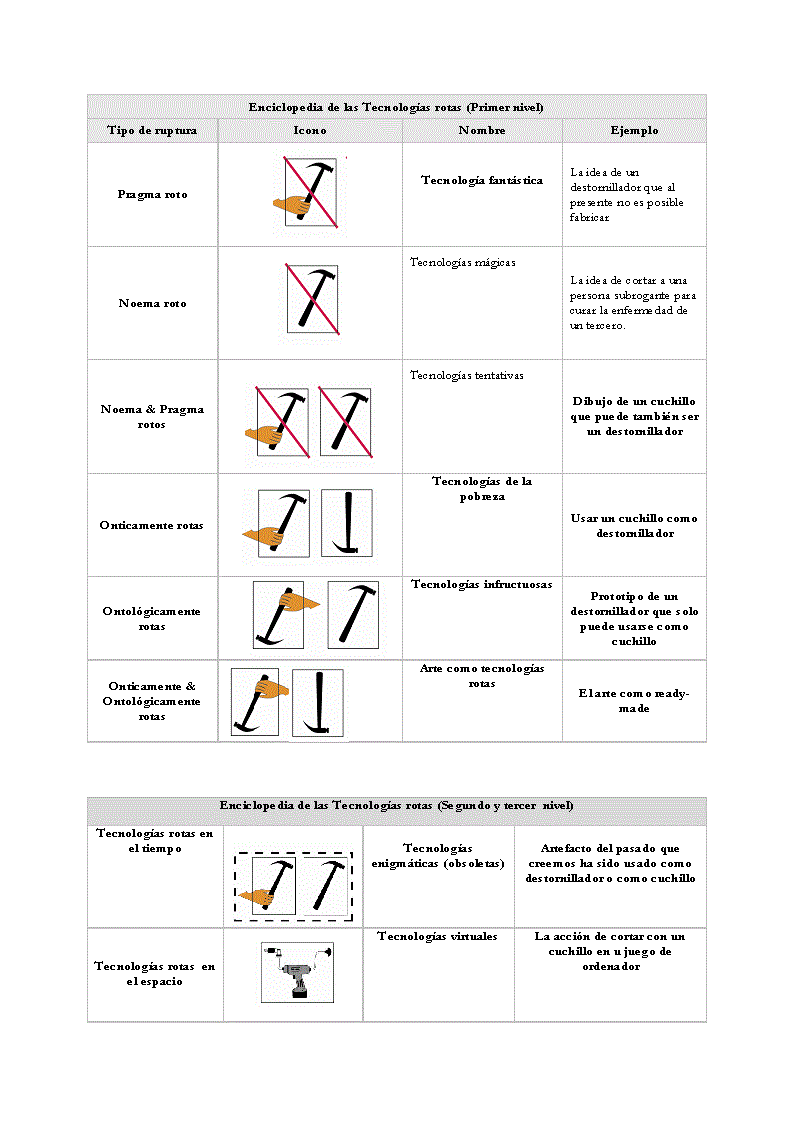
Nivells de trencament a les tecnologies

Tecnologies trencades (o Broken Technologies) és un concepte que serveix per designar aquelles tecnologies que per diferents motius deixen d'utilitzar-se i són substituïdes per noves eines, invencions i formes aplicades pels usuaris en l'àmbit de les relacions i interaccions dels individus amb les diverses tecnologies.

Aquest terme va ser encunyat per primera vegada pel filòsof i historiador de les ciències humanes de la Universitat de Lund Fernando Flores Morador en la seva obra Enciclopèdia de les tecnologies trencades: l'humanista com a enginyer, on defineix la tecnologia com:
"Aquella activitat dirigida a la satisfacció dels desitjos humans destinats a produir canvis en el món material que: o bé no aconsegueixen satisfer aquests desitjos o bé, no produeixen canvis en el món material, o ambdues coses simultàniament[...]. Quan les màquines i eines produeixen un resultat de nivell inferior a el del cos humà, o quan ho fan d'una manerasuperior, però inferior a el nivell d'altres eines o màquines, diem que són tecnologies trencades. Podem fer servir aquestcriteri per definir operacionalment el que distingeix a una tecnologia plena d'una trencada. " (Flores: 2011: 16).

## Origen del terme
En la seva obra, el desenvolupament del concepte de tecnologia és recuperat de la proposta teòrica de Svante Lindqvist en el seu estudi Technology on Trial. The Introduction of Steam Power Technology into Sweden. El concepte de tecnologies en aquest sentit engloba màquines, llenguatges, eines i diversitat de recursos que l'home utililiza per satisfer els seus desitjos i produir canvis al món material, per la qual cosa el terme no queda reduït a la satisfacció de les necessitats essencials de l'ésser humà.
Un primer enfocament que permet definir el terme de tecnologia i la seva distribució en trencada o plena s'estableix des del concepte de usabilitat, en relació amb les propietats que determinen la seva interacció amb l'usuari. Els principals objectius de l'enginyeria de la usabilitat pretenen produir un artefacte que compleixi tres grans objectius: aquest deu ser eficient, en tant que permeti realitzar una tasca en el menor temps possible; deu ser fàcil d'aprendre a usar, de manera que el procés d'aprenentatge es redueix a observar-lo; i que, en ser utilitzat, aquest deu produir una satisfacció superior. D'aquesta manera, la usabilitat es mesura en termes d'accessibilitat (el fàcil que els resulta als usuaris utilitzar l'artefacte per primera vegada); Eficiència (la rapidesa amb la qual poden desenvolupar les tasques bàsiques); Retenció (quant de temps triguen els usuaris a tornar a utilitzar el artefacte després d'una interrupció temporal d'activitat); Propensió a l'error (quants i com de greus són els errors que es deriven de la seva utilització); Satisfacció (cuán còmoda és la seva utilització).
Sobre la base de l'anterior, si existeixen dues tecnologies destinades a satisfer una mateixa necessitat i s'utilitzen en la mateixa tasca, la tecnologia plena serà aquella que aconsegueixi complir la labor de millor manera, mentre que la resta seran considerades com a tecnologies trencades. El mercat és el que de manera instantània determinarà els nivells de plenitud i ruptura de les tecnologies, ja que és on es produeix la connexió entre el món i l'artefacte. En aquest sentit, al moment en què una tecnologia envelleix, abans o després s'acabarà convertint en una tecnologia trencada.

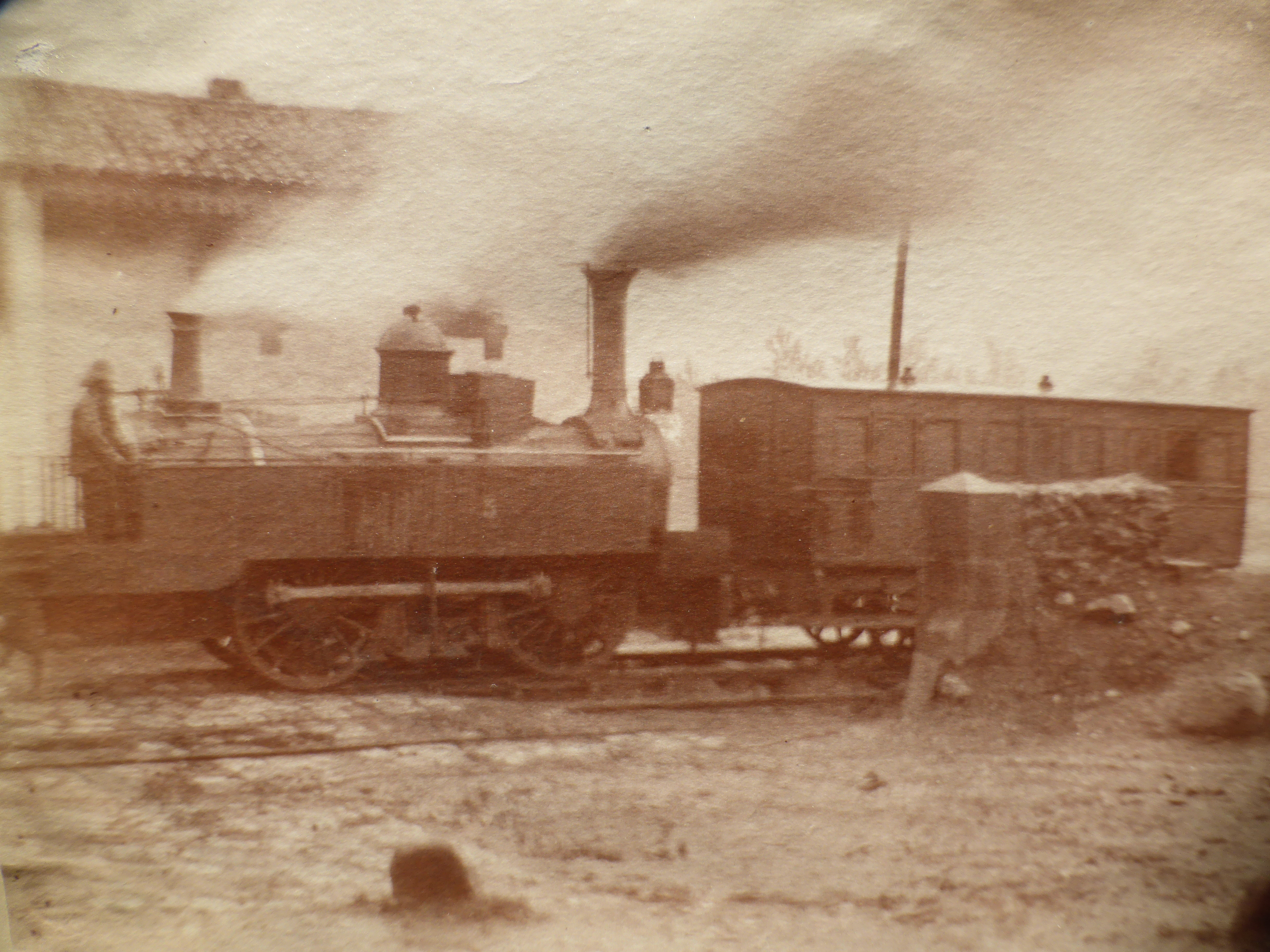
Locomotora de vapor. Exemple d'una tecnologia obsoleta trencada en la seva temporalitat

Un exemple preliminar de tecnologia trencada es presenta a les tecnologies antigues, com la locomotora de vapor, una tecnologia que encara pot funcionar i que actualment es podria usar de la mateixa manera que es va usar fa cent anys. No obstant això, se la considera “trencada” atès que la seva antiguitat la converteix en un mitjà poc eficient per dur a terme el seu treball, per la qual cosa es pot dir que és una tecnologia que pertany a un món que avui ja no existeix. D'aquesta manera, les tecnologies antigues es troben trencades en la seva temporalitat.

## Dimensió de l'estudi
La coexistència de tecnologies trencades i plenes en un determinat grup humà estableix un estat d'interacció entre els subjectes i les eines que determina part del nivell de modernitat d'aquestes comunitats. Per tal de satisfer les seves necessitats, l'ésser humà empra les eines de què disposa, alterant la relació que s'estableix entre diversos elements en el pla fenomenològic. En l'estudi, s'estableixen quatre dimensions en les quals poden tenir lloc les ruptures en les tecnologies, tal com explica Fernando Flores:
| « | "Podríem dir que el noema és la" cosa "fenomenològica. Per pragma entenem a l'usabilitat de l'noema, el seu "practicitat". Óntico per a nosaltres és l'esfera de l'saber, l'esfera de el coneixement sobre un artefacte, el "ser" der artefacte independentment del seu ús "[...]. Finalment, entenem com ontològic, les esferes de l'acció o praxi "(Flores: 2011: 13) | » |

Això es pot resumir de la següent manera:
- Noema: és el percebut com percebut, la cosa en si. Un trencament noemática seria conèixer l'ús d'algun recurs, però no saber de quina manera funciona.
- Pragma: usabilitat de l'objecte o noema descobert mitjançant l'acció d'utilitzar l'eina. Un trencament pragmàtic seria el hacho de descriure una tecnologia amb precisió, però no tenir coneixements de com construir-la.
- Òntic: camp del coneixement d'i sobre l'objecte abans i després del seu ús. El trencament òntic és aquell en el qual s'utilitzen els objectes ignorant la seva fi original, malinterpretada la seva finalitat.
- Ontològica: nivells en els quals l'objecte pot ser utilitzat, en el terreny de l'acció i la intencionalitat. Un trencament ontològic seria realitzar coses que no són congruents ni encaixen amb el món de manera evident.

## Nivells de ruptura a les tecnologies
En funció de les característiques de les tecnologies i la seva usabilidad per a l'individu, s'estableixen tres nivells de ruptura les quals afecten en major o menor mesura a les dimensions anteriors. Aquesta ruptura és més evident en els diferents mitjans de comunicació i la seva interacció amb la societat.
L'investigador Flores distribueix les possibles ruptures en tres nivells diferents:
- Primer nivell: ruptures de caràcter cognoscitiu.
- Segon nivell: ruptures de caràcter espai temporal.
- Tercer nivell: ruptures de caràcter cultural.

### Primer nivell de ruptura dels mitjans de comunicació
Les tecnologies que formarien part d'aquest nivell serien aquelles que sofreixen ruptures causades per l'existència de noemas sense pragmas relatius, o al revés, pragmas sense noemas relatius, objectes que poden existir sense tenir un ús real establert, o bé necessitats que intenten ser satisfetes però per les quals no existeix un objecte real o encara es troba en fase de prototip.

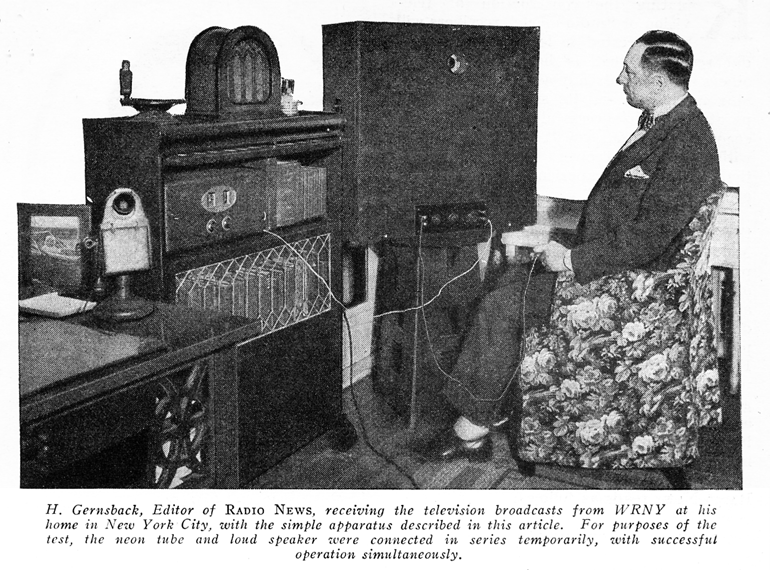
Prototip de televisió ideat per Hugo Gernsback

En aquests escenaris possibles oscil·len les creacions fantàstiques, aquelles tecnologies artístiques i literàries referides a realitats sense praxi possible, a la qual pertanyen els noemas del gènere de ciència-ficció. Molts productes d'aquest conjunt desenvolupen al llarg del temps una dimensió pragmàtica i es converteixen en tecnologies plenes. Un exemple d'això seria el prototip de televisió imaginat per Hugo Gernsback.
També pot ocórrer el cas invers, de manera que existeixi una idea clara sobre algun procediment, però no el seu pragma o el seu procediment pràctic mitjançant el qual s'aconsegueix la concreció de la idea en la realitat. Un exemple seria la idea d'una màquina de teletransportación, com a idea tecnològica clara però que pertany a la ficció. Aquest seria el cas de les tecnologies fantàstiques, que es troben trencades en la seva pragma. Els pensadors “fantàstics” saben el que volen, però no coneixen la manera de gestionar els seus desitjos. El trencament noemátic, pragmàtic, óntic i ontològic són les quatre categories que constitueixen les tecnologies del primer nivell de trencament.
El primer nivell de ruptura a les tecnologies es resumeix en la següent taula:
| Tipus de ruptura         | Nom                           | Exemple en comunicació                                                  |
| ------------------------ | ----------------------------- | ----------------------------------------------------------------------- |
| En el seu Pragma         | Tecnologies fantàstiques      | Aparell de teletransportación                                           |
| En el seu Noema          | Tecnologies màgiques          | Ús d'un dispositiu per comunicar-se amb persones del passat o del futur |
| En el seu Noema i Pragma | Tecnologies temptatives       | Prototip d'un telèfon que encara no existeix                            |
| Óntica                   | Tecnologies de la pobresa     | Ús en 2013 d'un telèfon mòbil de la dècada de 1990                      |
| Ontològica               | Tecnologies infructuoses      | Prototip d'un mòbil que només pot utilitzar-se com a càmera de fotos    |
| Óntica i ontològica      | Art com a tecnologia trencada | Escultura monumental d'un telèfon dels anys 90 o l'art ready-made       |

D'aquest primer nivell en l'àmbit de la comunicació nombrosos projectes tecnològics que van formar part del grup de les tecnologies fantàstiques actualment s'han convertit en equips especials o aplicacions reals. L'exemple de Skype i d'altres aplicacions de vídeo xats ho reflecteixen, els quals són programes gestats per satisfer el desig de poder veure i escoltar a un interlocutor a la mateixa vegada quan aquest es troba a distància. En l'àmbit dels mass media les tecnologies fantàstiques s'han anat materialitzant successivament en programes, aplicacions o equips dissenyats per fer-les realitat.
El següent nivell de les tecnologies màgiques comprèn aquelles tecnologies que es defineixen per tenir un pragma que no disposa de referent noemàtic o una base cognoscitiva, aquelles que satisfan una necessitat però que no es comprèn com actuen. Un exemple d'això seria un dispositiu que permetés al subjecte parlar amb persones del passat o del futur, o l'acció d'aplicar cures a una persona sana per tal de sanar a una tercera persona malalta. Tots dos són procediments màgics que evidencien un procés efectiu dirigit a produir els resultats esperats. No obstant això, es té constància que aquest procés no és coherent amb les lleis del món. Es pot dir que la persona que ho duu a terme sap la manera de fer-ho, però no allò que requereix, per la qual cosa les tecnologies màgiques es troben trencades en el seu noema. Si bé és cert que algunes d'aquestes poden ser catalogades com un ensomni, moltes de les tecnologies que en l'actualitat són plenes van ser al seu moment tecnologies fantàstiques.

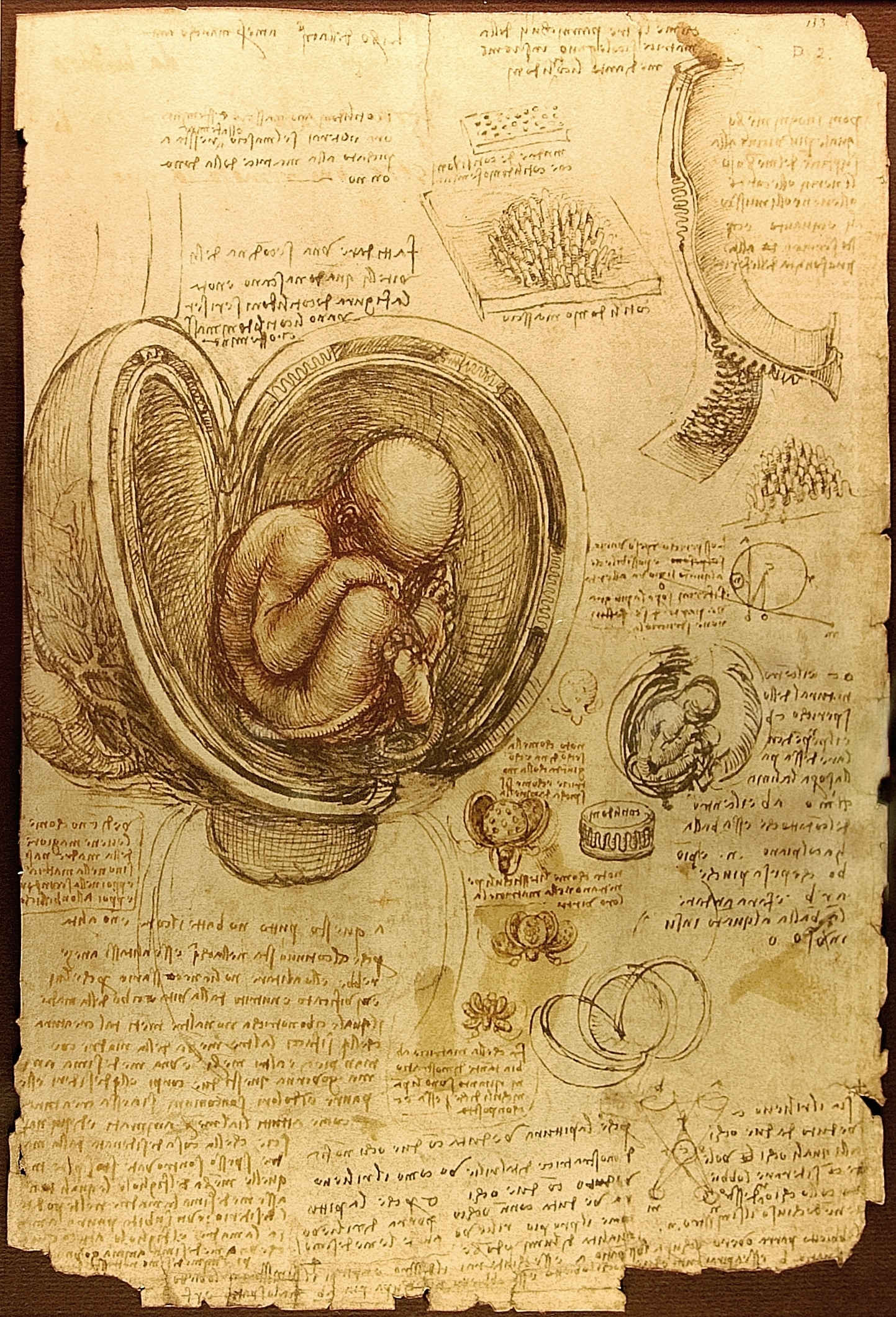
Exemple d'un dels quaderns d'esbossos de Leonardo da Vinci

El tercer nivell és el de les tecnologies temptatives. En el procés de producció d'aquestes tecnologies es posposa l'acoblament entre el pragma i el noema. Formarien part d'aquest grup els dibuixos i els esbossos, els quals són les ombres del pragma i el noema final, entesos com un procés automàtic i primordial. Els esbossos o skítso en grec, que significa “fer sense preparació” són dibuixos realitzats a mà alçada que no intenten configurar l'expressió acabada d'un treball. Consisteixen en idees que es pensen de manera immediata, destinades a ser usades a un altre moment. Els quaderns d'esbossos de Leonardo da Vinci s'han convertit en preuades obres d'art.
Un altre nivell seria el de les tecnologies de la pobresa, un cas típic de tecnologia trencada que pot ser observable en la societat. Ho conformen aquells artefactes que la població ha descartat en rebutjar-los a les escombraries, però que tenen cabuda en altres contextos d'escassetat de recursos, per tal de ser reprocessats en una nova praxi mitjançant la qual se'ls redefineix. Això es refereix a les tecnologies de l'escassetat, i es troben exemples d'elles en l'àmbit dels mitjans de comunicació en la reutilització d'equips d'àudio i de vídeo que en conjugar-se s'obté una doble existència de produccions audiovisuals. Un altre exemple d'això en temps anteriors va ser l'ús de pantalles de televisió connectades a un teclat d'ordinador per suplir la pantalla real d'aquest, o l'ús de telèfons mòbils per una petita part de la població d'estructura massa senzilla i antiquada per als temps en els quals es vivia.
El nivell de tecnologies infructuoses està format per nombroses innovacions tecnològiques que no van aconseguir mantenir-se al mercat mediàtic. Un exemple molt representatiu serien els salts del sistema Beta al VHS i més tard al CD, primerencament reemplaçat per altres sistemes d'emmagatzematge digital molt més avançats. En termes de mass media es pot parlar de tecnologies amb un període de vida molt escàs i un elevat nivell d'obsolescència.
Finalment, el nivell de les tecnologies artístiques estaria compost per nombroses expressions artístiques conegudes que parteixen de la base dels propis equips de la comunicació i que amb el temps han anat configurant una gran quantitat d'obres d'art desenvolupades amb aquests mitjans. Per exemple, els projectes de vídeo art, fotografia o instal·lacions artístiques. Fins i tot moltes produccions mediàtiques traspassen els límits de l'art, de manera que certes pel·lícules, vídeos o cançons acaben convertint-se en grans obres culturals. En l'actualitat és molt comú l'ús de telèfons antics com a objectes decoratius, així com la presència de certs equips moderns que imiten la moda d'un temps passat.
Existeixen, i han existit al llarg de la història, altres casos més complexos de definir on es troben tant el noema com el pragma en un cert nivell de congruència amb el món. És el cas de les tecnologies de les màquines de Leonardo da Vinci, on convergeix la presència feble tant del noema com del pragma. Aquesta feblesa afecta a la totalitat de les seves tecnologies, no obstant això, afecta en major mesura als aspectes pragmàtics que als noemáticos. D'aquesta manera, els artefactes de l'inventor es troben trencats en la seva ontologia, doncs no funcionen de manera correcta malgrat a tenir un noema bastant clar sobre allò que volen i una praxi també bastant clara sobre la manera en què deuen treballar. Aquestes màquines serien més pragmàtiques que les tecnologies fantàstiques, havent-hi molt poques diferències entre ambdues.

### Segon nivell de ruptura: essència dels mitjans actuals
El segon nivell de ruptura establert per l'investigador Flores engloba una àmplia gamma de manifestacions mediàtiques. Partint de l'evolució dels mitjans de comunicació en les últimes dècades, la taula reflecteix que pràcticament la totalitat dels avanços es poden classificar en alguna o diverses de les ruptures d'aquest nivell, els quals han produït nombrosos canvis significatius en la manera de comunicar i interactuar entre els individus de la societat.
| Tipus de ruptura | Nom                                  | Exemple en comunicació |
| ---------------- | ------------------------------------ | --- |
| En el temps      | Tecnologies enigmàtiques (obsoletes) | Cassets que resulten estranys per a les noves generacions |
| A l'espai        | Tecnologies virtuals                 | Videojocs que simulen llocs als quals es pot accedir mitjançant equips especials                                                                                |
| Mediàtica        | Tecnologies d'intermedialitat        | Xbox que possibilita la connexió de diverses plataformes alhora mentre interactuen de forma activa o mòbils que incorporen diverses eines en un únic dispositiu |
| En la realitat   | Tecnologies lúdiques                 | Programes informàtics o videojocs |

A les tecnologies de segon nivell el trencament resideix en la seva dimensionalitat i es basa en l'extensió d'aquesta sobre les diferents dimensions de l'espai i el temps. Això produeix una desconnexió dimensional, ja que aquestes tecnologies tenen una constitució plena a nivell noématico, o intel·lectual, i pragmàtic, però poc clara quant a la seva dimensió. En aquesta categorització es localitzen les tecnologies enigmàtiques o obsoletes, les tecnologies virtuals, les intermedials i les lúdiques.
El primer dels grups es refereix a les tecnologies enigmàtiques o obsoletes, totes elles trencades en la seva dimensió històrica. Aquest tipus de trencament afecta especialment a les dimensions d'espai i temps, a la durada i l'extensió. A aquest nivell pertanyen aquelles tecnologies que van ser plenes en temps passats i que van servir en un context que en l'actualitat ja no existeix. Aquestes es poden trobar en els museus, sent la locomotora de vapor un dels millors exemples. A aquestes tecnologies obsoletes se'ls incorpora el qualificatiu d'enigmàtiques en el sentit que, si bé el treball que produeixen està adequadament ajustat, es necessita un escenari reconstruït. En aquestes tecnologies es comprova que no radiquen errors en la seva dimensió noemática, ni tampoc en la pragmàtica. Aquestes són adequades en tots els nivells però malgrat això són inútils en la societat actual. El trencament històric no es pot explicar en conceptes de relacions noemátiques i pragmàtiques, i tampoc per la seva onticitat i ontologicitat.

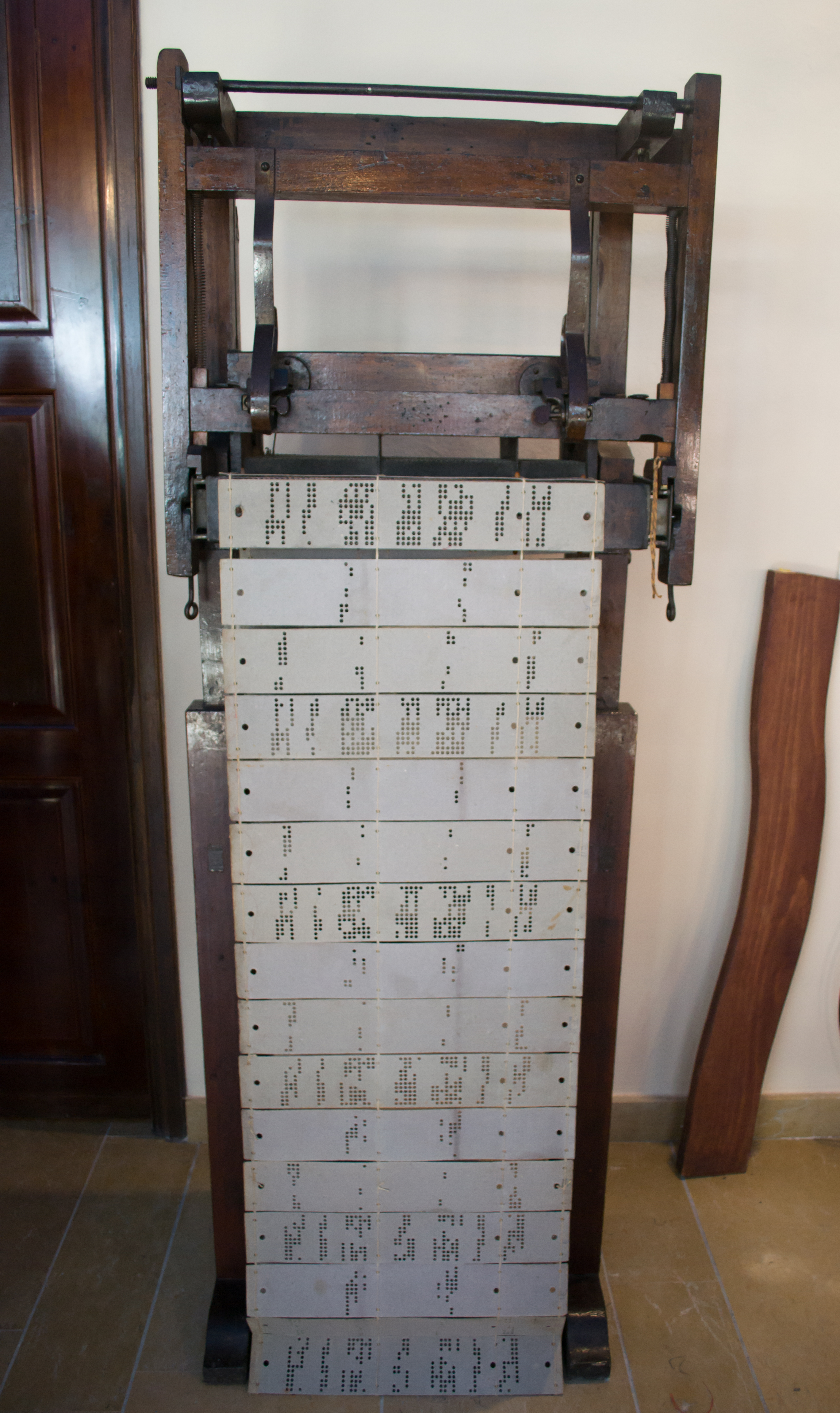
Targetes perforades en un teler Jacquard

Exemple d'aquest nivell serien les tecnologies que van ser punteres al seu moment històric però que individus de la societat actual no poden comprendre la utilitat que tenien. És el cas de les targetes perforades, l'ús de les quals es remunta a l'any 1725 quan van ser empleades per a la producció tèxtil a França per Basile Bouchon i Jean-Baptiste Falcon. Posteriorment, aquestes targetes van ser usades per dissenyar una calculadora mecànica i més tard es va convertir en un element essencial en el processament de dades en els anys 50, però seria reemplaçada en els anys 70 per cintes magnètiques i formats nous d'emmagatzematge d'informació. En l'actualitat, aquesta tecnologia té la seva transcripció en el núvol o Icloud, on s'emmagatzemen de forma virtual totes les dades i informació digitals.
En certs casos, la reconstrucció d'aquestes tecnologies obsoletes al món actual seria significativa, mentre que en uns altres seria pràcticament impossible. Un exemple d'això serien els procediments tecnològics empleats en la contrucción de vaixells per la cultura inca, els quals es desconeixen de manera concreta, el que impossibilita la reconstrucció d'aquestes naus amb exactitud. Es podria tornar a construir la nau, però seria impossible restablir l'autèntic fenomen en la realitat.
Un altre grup que integra el segon nivell de ruptura són les tecnologies virtuals, que trenquen amb l'espai real per combinar diversitat de representacions. Aquestes no són només meres representacions visuals d'objectes, sinó representacions independents de les determinacions del món real. L'investigador Flores les defineix com “una esfera de la realitat inaccessible al tacte […] on qualsevol estudi de la virtualitat és llavors un estudi de mons no presencials, mons on el sentit del tacte no està disponible” (Flores: 2011: 77). Aquestes no només inclouen les construccions fantàstiques, sinó que en aquest nivell també s'emmarquen les tecnologies imitatives, de manera que aquest grup pot entendre's com un subgrup de les tecnologies fantàstiques o de les artístiques. Exemples d'aquestes tecnologies serien els mitjans de comunicació com la televisió, la ràdio i la internet.
Aquest també és el cas dels avanços informàtics, que han permès que una part essencial del cos immaterial de l'acció humana, com les idees, els coneixements o els sentiments, es materialitzin en forma de realitats virtuals mitjançant la seva transcripció en programes d'ordinador.
El següent nivell de trencament en els mitjans es troba format per les tecnologies intermedials o sinapsis, és a dir, les que es troben en un lloc intermedi entre diferents mitjans. Aquest nivell pot ser adscrit de vegades com a subgrup de les tecnologies artístiques i en altres casos com a tecnologies virtuals. Un exemple d'això són els components multimèdia d'un ordinador, per la qual cosa la multimedialitat d'aquest es troba trencada en els mitjans, però que a més, en ser part de les tecnologies virtuals, està trencada en la seva realitat.
En aquest nivell de trencament, aquesta connectivitat i intermedialitat dels mitjans és un factor que actualment estableix successivament la supremacia d'un mitjà sobre un altre. Per exemple, les noves tecnologies audiovisuals necessiten d'estructures narratives multiplataformas, que facin possible la interacció de diferents mitjans en una sola tecnologia.
D'aquesta forma, s'ha evolucionat d'elements externs que possibilitaven la connectivitat d'altres equips, com les editores professionals de mescla d'àudio i vídeo, a una connectivitat intrínseca que fa innecessari emplear un equip extern per aconseguir aquesta finalitat. Un altre exemple serien els actuals smartphones, que en un únic dispositiu s'incorporen aplicacions tan diverses com a gravadores d'àudio, càmera de fotos, edició d'àudio i imatge, rellotge, calendari, GPS, despertador i calculadora, entre altres funcions. No obstant això, aquesta amplitud en la concentració de tecnologies mediàtiques en un sol artefacte produeix un elevat nivell d'obsolescència. Per tant, allò que determina especialment la competitivitat dels telèfons mòbils al mercat és la seva capacitat d'emmagatzematge juntament amb la disminució de la grandària que els fa més pràctics i fàcils de transportar.
Finalment, en l'últim nivell de trencament se situen les tecnologies lúdiques. Un exemple és el creixent desenvolupament de videojocs i la proliferació de la seva indústria, que ha influït de manera considerable en els processos de recreació i divertiment dels individus. D'aquesta forma, cada joc es caracteritza per basar-se en una història implícita que fa possible entrar en una dinàmica lúdica definida per una narrativa especial. En aquest sentit, amb els videojocs no només es modifiquen les infraestructures tecnològiques, sinó que a més, també alteren els models narratius, la qual cosa té un important impacte en les formes d'interacció social.

### Tercer nivell de ruptura tecnològica
Finalment, es presenta el tercer nivell de ruptura de tipus soci cultural. Aquest pot ser el cas d'una ruptura de valor econòmic o en qualsevol altre sentit que presenti valor. Aquest nivell comprèn els trencaments idiomàtics, de qualitat, naturalesa i d'identitat.
En aquest nivell, la idea de praxi és clau, en el sentit d'acció com a resultat d'algun tipus de treball. Aquestes accions estan íntimament relacionades amb la tecnologia i la mà d'obra que les activa, un fet que es reflecteix en qualsevol estudi que es realitzi sobre eines i màquines. Relacionat amb aquest aspecte, segons l'investigador Flores, la ment es divideix en dues esferes diferenciades: la pejorativa i la reflectiva. La primera es troba determinada per la creença i l'acció, ja que s'identifica amb el comportament del cos relacionat amb el món vital, és el moment en què el món material i el mental es connecten en una unitat indissoluble. En aquest sentit, l'acció s'un excedent d'energia que connecta el cos humà amb la ment i mitjançant aquest últim, al món de la cotidianeidad. D'altra banda, l'esfera reflectiva implica l'acció de reflexió sobre la pròpia acció, és a dir, la suspensió de l'acció.
Aquest tercer nivell de ruptura es resumeixen en la següent taula: 
| Tipus de ruptura      | Nom                                          | Exemple en comunicació |
| --------------------- | -------------------------------------------- | --- |
| En el seu valor       | Productes del treball en família             | Qualsevol tipus de treball produït a casa. Facebook com a recurs per restablir de forma arcaica les relacions familiars trencades. |
| En el seu idioma      | Tecnologies idiomàtiques                     | Termes relacionats amb les xarxes socials i la Internet, generalment procedents de l'anglès                                        |
| En la seva qualitat   | Tecnologies d'aficionats                     | Periodisme ciutadà |
| En la seva naturalesa | Artefactes que imiten la vida                | Robots |
| En la seva identitat  | Clonat d'éssers vius i reproducció assistida | L'ovella Dolly |

El primer nivell es troba format per tecnologies que es distingeixen per tenir una ruptura en la dimensió de valor del seu ús, també relacionades amb els treballs arcaics i el concepte de treball trencat, una qüestió fonamental en el futur de la tecnologia de la praxi. El concepte pot aplicar-se de forma equivalent a les relacions familiars, per les quals l'exemple de Facebook resulta il·lustratiu. En aquest sentit, les relacions familiars que es reconstrueixen mitjançant l'ús de tecnologies com Facebook provoquen una alteració en les formes d'interacció a nivell interpersonal i entre diferents grups, la qual cosa genera que aquelles relacions familiars trencades pel pas del temps o la distància aconsegueixin restablir-se en termes mitjanament arcaics.
Referent a les tecnologies idiomàtiques, es parteix de la concepció que tota classe de llenguatge conforma una tecnologia d'expressions lingüístiques, que s'entenen com a instruments, i les seves normes i estructures com a tecnologies. En l'àmbit de la comunicació, aquesta forma de trencament resulta evident en les estructures de globalització i la generalitzada utilització de tecnologies que d'alguna forma parlen el seu propi idioma i que han generat patrons instrumentals de comunicació que tota la població mundial reconeix. Exemples d'això són els neologisme de tuitear, xatejar o fins i tot googlear, les quals són expressions que ja formen part de la llista de termes que s'utilitzen en la realitat de manera natural, la qual cosa desenvolupa un codi comú comprensible per diferents comunitats repartides per diverses parts del món.
En un altre nivell es troben les tecnologies d'aficionats, que es troben trencades en termes de qualitat. D'aquesta manera, l'investigador Flores defineix a un aficionat com "una persona que encara una activitat qualsevol com a passatemps i difereix del professional en l'aplicació d'estàndards socials reguladors de la qualitat de representació” (Flores: 2011: 111). Al món dels mitjans de comunicació, un exemple d'això seria l'anomenat periodisme ciutadà o els reporters aficionats, els quals aprofiten l'abast de les noves tecnologies per fer seu el rol dels reporters urbans, de manera que es converteixen en generadors d'informació i notícies sota el rol de periodistes aficionats que neixen de forma espontània, sense tenir una formació professional consolidada. Solen ser comuns en llocs de difícil accés per als grans equips de televisió o en llocs de conflictes espontanis.
També existeixen unes tecnologies que s'agrupen sota un nivell de trencament en termes d'artificialitat, del que formen part aquelles imitacions o còpies de la vida i el seu moviment, com la reproducció de factors o aspectes antropomòrfics o zoomórfics, tecnologies que es consideren trencades en la seva vitalitat. Un exemple d'aquestes tecnologies seria el robot, la qual sent tecnologia puntera es troba trencada en la seva naturalesa. Aquesta perspectiva és extrapolable a l'àmbit de la comunicació prenent com a referents aquells serveis de veu que mitjançant processos automatitzats són capaços d'atendre a les peticions o queixes dels clients per la via telefònica.
Finalment, es distingeix el nivell de les tecnologies trencades en la seva identitat. Aquest és el cas de la clonació d'éssers vius, una tècnica artificial que produeix un trencament en la identitat del ser que es genera. Un organisme clonat és un exemple del trencament en la naturalesa que és provocat per l'acció de la cultura en trencar el procés de reproducció natural dels organismes vius. El cas més conegut és el de l'ovella Dolly, el primer mamífer clonat a partir d'una cèl·lula adulta.